# Carmen Caffarel
María del Carmen Caffarel Serra (Barcelona, 4 de septiembre de 1953) es una doctora en lingüística hispánica y Profesora Emérita de la Universidad Rey Juan Carlos (URJC). Fue catedrática de comunicación audiovisual española desde 2000 hasta 2023.
, directora general de RTVE entre 2004 y 2007 y de 2007 a 2012 directora del Instituto Cervantes.

## Trayectoria
Ha desarrollado la docencia tanto en esta universidad como en la Universidad Complutense de Madrid. En 1988 se doctoró cum laude en Lingüística Hispánica por la Facultad de Filosofía y Letras (Universidad Complutense de Madrid), con la tesis “La labor periodística de José Ortega Munilla”. 
Desde 1988 a 2000 fue profesora titular de la Universidad Complutense de Madrid, y se incorporó en 2000 a la Universidad Rey Juan Carlos, donde fue vicerrectora adjunta de Alumnos y Relaciones Internacionales desde 2001 y catedrática de comunicación audiovisual hasta 2023. En ambas universidades ha desempeñado además varios cargos de gestión.
Caffarel es hija del actor José María Caffarel y madre de dos hijos, María y Pablo.

### Directora general de Radiotelevisión Española
El 23 de abril de 2004 es designada directora general del ente público Radiotelevisión española por el Consejo de Ministros y el 26 de abril promete su cargo en un acto presidido por la Vicepresidenta del Gobierno María Teresa Fernández de la Vega.
Sustituye en el cargo a José Antonio Sánchez Domínguez, siendo la tercera mujer designada para este cargo, tras Pilar Miró y Mónica Ridruejo.
La primera tarea de Caffarel en RTVE fue la renovación de sus cargos. La directora nombró a Pedro Piqueras como director de Radio Nacional de España en sustitución de José Antonio Sentís, y a Fran Llorente como director de informativos de Televisión Española en sustitución de Alfredo Urdaci.
Durante su gestión se abordó la reforma de Radiotelevisión Española que implicó la asunción de la deuda histórica, la transformación del ente público en la Corporación RTVE y la aprobación de una reforma laboral que implicó la salida voluntaria del ente de 4.150 profesionales con el apoyo unánime de todos los grupos sindicales y el refrendo del 80% de los trabajadores. Además, la reforma supuso la modernización tecnológica de la empresa.
Una vez aprobada la Ley de la Radio y la Televisión Estatal de 5 de junio de 2006, Caffarel cesó en el cargo en enero de 2007.

### Directora del Instituto Cervantes
El 13 de julio de 2007 es nombrada directora del Instituto Cervantes, a iniciativa de la ministra de Educación y Ciencia y del Ministro de Cultura, a propuesta del Ministro de Asuntos Exteriores y de Cooperación, de la ministra de Educación y Ciencia y del Ministro de Cultura, previa deliberación del Consejo de Ministros.
Hasta su incorporación a la dirección del Instituto Cervantes, desempeñaba su actividad docente e investigadora como catedrática de la Universidad Rey Juan Carlos.
Es coautora de diversas publicaciones sobre lengua española y ha publicado en revistas especializadas numerosos artículos relacionados principalmente con la comunicación, los medios informativos y la televisión.

### Consejo de Administración de Radio Televisión Madrid
El 19 de octubre de 2016 es nombrada miembro del consejo de administración de Radio Televisión Madrid, a propuesta del PSOE, puesto que ocupa hasta el 25 de octubre de 2018. El 2 de agosto de 2018 es nombrada, por la resolución conjunta de las Mesas del Congreso y del Senado, miembro del Comité de Expertos para el concurso público para la selección de los miembros del Consejo de Administración de la Corporación RTVE y de su Presidente.
Desde 2012 dirige la Cátedra Unesco de investigación en Comunicación de la URJC.

## Reconocimientos
En 2008 recibió el Premio a la Excelencia por la Federación Española de Mujeres Directivas, Ejecutivas, Profesionales y Empresarias (FEDEPE). En 2011, fue reconocida con el Premio Emilio Castelar a la elocuencia retórica, galardón otorgado por el Ayuntamiento de Cádiz.